# Hermes Hodolides

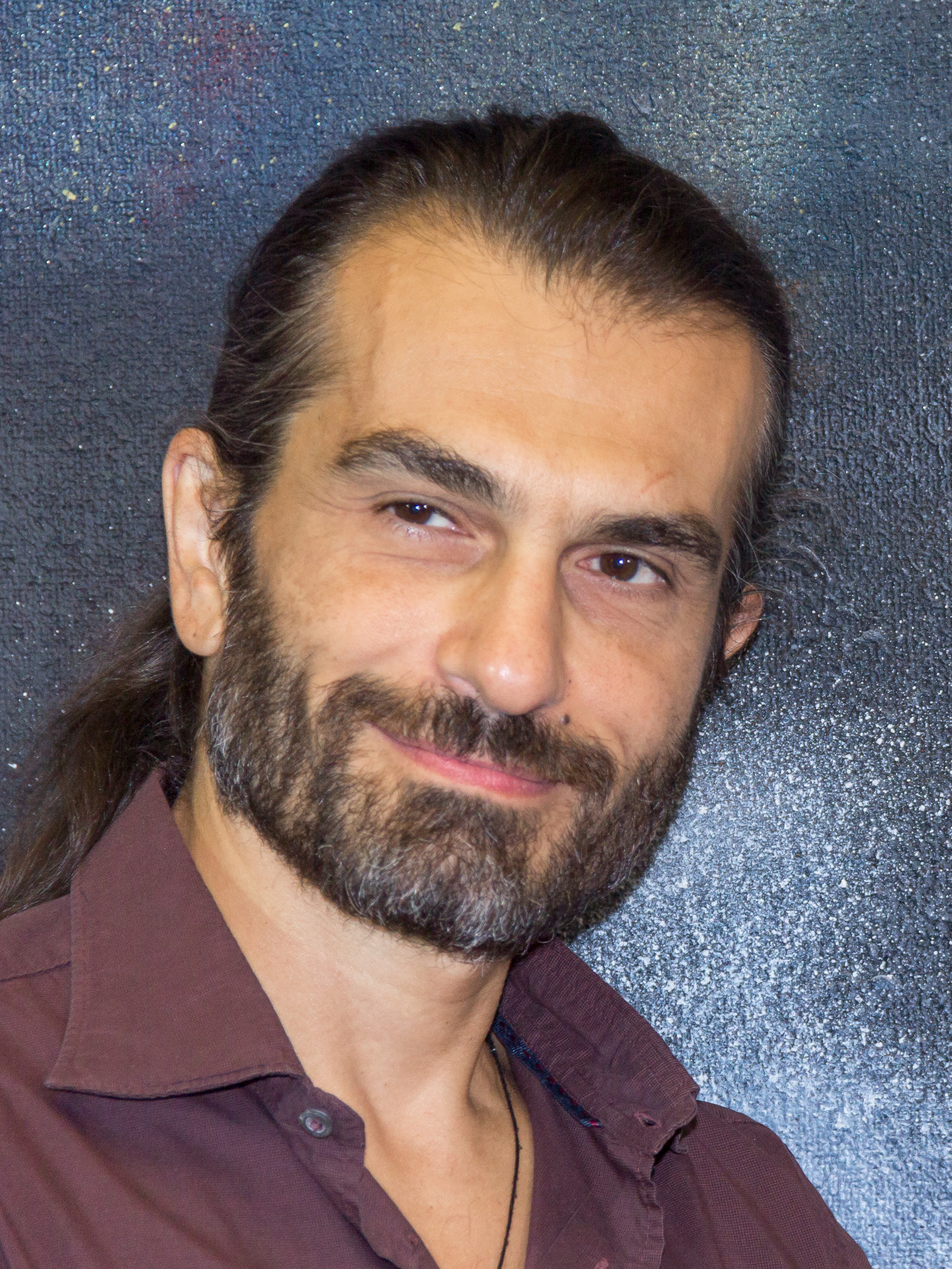
Hermes Hodolides (2015)

Hermes Hodolides (griechisch Ερμής Χοντολίδης; * 15. September 1963 in Thessaloniki) ist ein griechischer Schauspieler.

## Leben
Nach seiner Schauspielausbildung in Thessaloniki studierte er Freie Malerei an der Düsseldorfer Kunstakademie, an der er eine Ausbildung zum Bühnenbildner machte. Er ist Mitbegründer und technischer Leiter des Attis-Theaters in Athen.
Dem deutschen Fernsehpublikum ist er hauptsächlich aus der Fernsehserie Lindenstraße bekannt, in der er vom 8. Dezember 1985 (Folge 1) bis zur Einstellung der Serie am 29. März 2020 (Folge 1758) den Restaurantbesitzer Vasily Sarikakis verkörperte.
Hermes Hodolides lebt in Euskirchen.

## Filmografie
- 1985–2020: Lindenstraße (Fernsehserie, 708 Folgen)
- 1990: Die Beimers (Fernsehfilm)
- 1995: Entführung aus der Lindenstraße (Fernsehfilm)